# Diócesis de Erie
La diócesis de Erie (en latín: Dioecesis Erien(sis) y en inglés: Roman Catholic Diocese of Erie) es una circunscripción eclesiástica latina de la Iglesia católica en Estados Unidos, sufragánea de la arquidiócesis de Filadelfia. La diócesis tiene al obispo Lawrence Thomas Persico como su ordinario desde el desde el 31 de julio de 2012.

## Territorio y organización
La diócesis tiene 25 734 km² y extiende su jurisdicción sobre los fieles católicos de rito latino residentes en 13 condados del estado de Pensilvania: Cameron, Clarion, Clearfield, Crawford, Elk, Erie, Forest, Jefferson, McKean, Mercer, Potter, Venango y Warren.
La sede de la diócesis se encuentra en la ciudad de Erie, en donde se halla la Catedral de San Pedro.
En 2019 en la diócesis existían 97 parroquias.

## Historia
La diócesis fue erigida el 29 de julio de 1853 con el breve Ex apostolici muneris del papa Pío IX, obteniendo el territorio de la diócesis de Pittsburgh.
Originalmente sufragánea de la arquidiócesis de Baltimore, en 1875 pasó a formar parte de la provincia eclesiástica de Filadelfia.

## Estadísticas
De acuerdo al Anuario Pontificio 2020 la diócesis tenía a fines de 2019 un total de 198 249 fieles bautizados.
| Año                                                                             | Población            | Población | Población      | Sacerdotes | Sacerdotes    | Sacerdotes    | Bautizados por sacerdote | Diáconos permanentes | Religiosos | Religiosos | Parroquias |
| Año                                                                             | Bautizados católicos | Total     | % de católicos | Total      | Clero secular | Clero regular | Bautizados por sacerdote | Diáconos permanentes | Varones    | Mujeres    | Parroquias |
| ------------------------------------------------------------------------------- | -------------------- | --------- | -------------- | ---------- | ------------- | ------------- | ------------------------ | -------------------- | ---------- | ---------- | ---------- |
| 1949                                                                            | 153 691              | 766 873   | 20.0           | 302        | 199           | 103           | 508                      |                      | 118        | 915        | 123        |
| 1966                                                                            | 220 285              | 853 167   | 25.8           | 313        | 294           | 19            | 703                      |                      | 99         | 1242       | 127        |
| 1970                                                                            | 209 206              | 874 471   | 23.9           | 325        | 269           | 56            | 643                      |                      | 72         | 977        | 130        |
| 1976                                                                            | 207 238              | 857 035   | 24.2           | 320        | 273           | 47            | 647                      |                      | 60         | 825        | 126        |
| 1980                                                                            | 223 000              | 877 000   | 25.4           | 329        | 278           | 51            | 677                      |                      | 62         | 731        | 158        |
| 1990                                                                            | 213 749              | 875 000   | 24.4           | 265        | 241           | 24            | 806                      | 1                    | 24         | 662        | 155        |
| 1999                                                                            | 229 659              | 874 900   | 26.2           | 259        | 244           | 15            | 886                      | 11                   | 2          | 518        | 127        |
| 2000                                                                            | 233 586              | 871 612   | 26.8           | 245        | 231           | 14            | 953                      | 15                   | 16         | 512        | 127        |
| 2001                                                                            | 230 016              | 865 041   | 26.6           | 239        | 224           | 15            | 962                      | 16                   | 17         | 451        | 127        |
| 2002                                                                            | 227 162              | 874 057   | 26.0           | 239        | 225           | 14            | 950                      | 23                   | 16         | 459        | 126        |
| 2003                                                                            | 225 197              | 874 057   | 25.8           | 230        | 221           | 9             | 979                      | 25                   | 9          | 438        | 126        |
| 2004                                                                            | 225 607              | 874 057   | 25.8           | 222        | 213           | 9             | 1016                     | 31                   | 9          | 425        | 126        |
| 2006                                                                            | 230 000              | 890 000   | 25.8           | 210        | 202           | 8             | 1095                     | 41                   | 8          | 421        | 125        |
| 2010                                                                            | 221 508              | 851 955   | 26.0           | 188        | 182           | 6             | 1178                     | 56                   | 6          | 319        | 120        |
| 2012                                                                            | 221 550              | 868 000   | 25.5           | 193        | 186           | 7             | 1147                     | 62                   | 7          | 304        | 117        |
| 2013                                                                            | 224 000              | 874 000   | 25.6           | 183        | 176           | 7             | 1224                     | 60                   | 7          | 299        | 116        |
| 2016                                                                            | 202 239              | 842 661   | 24.0           | 167        | 161           | 6             | 1211                     | 73                   | 6          | 274        | 116        |
| 2019                                                                            | 198 249              | 826 036   | 24.0           | 164        | 160           | 4             | 1208                     | 75                   | 4          | 237        | 97         |
| Fuente: Catholic-Hierarchy, que a su vez toma los datos del Anuario Pontificio. |                      |           |                |            |               |               |                          |                      |            |            |            |

## Episcopologio
- Michael O'Connor, S.I. † (29 de julio de 1853-20 de diciembre de 1853 nombrado obispo de Pittsburgh)
- Joshua Maria (Moody) Young † (20 de diciembre de 1853-18 de septiembre de 1866 falleció)
- Tobias Mullen † (3 de marzo de 1868-15 de septiembre de 1899 renunció[4])
- John Edmund Fitzmaurice † (18 de septiembre de 1899 por sucesión-11 de junio de 1920 falleció)
- John Mark Gannon † (26 de agosto de 1920-9 de diciembre de 1966 retirado[5])
- John Francis Whealon † (9 de diciembre de 1966-28 de diciembre de 1968 nombrado arzobispo de Hartford)
- Alfred Michael Watson † (17 de marzo de 1969-16 de julio de 1982 retirado)
- Michael Joseph Murphy † (16 de julio de 1982 por sucesión-2 de junio de 1990 retirado)
- Donald Walter Trautman † (2 de junio de 1990-31 de julio de 2012 retirado)
- Lawrence Thomas Persico, desde el 31 de julio de 2012